# Monastère de la Trinité de Gleden

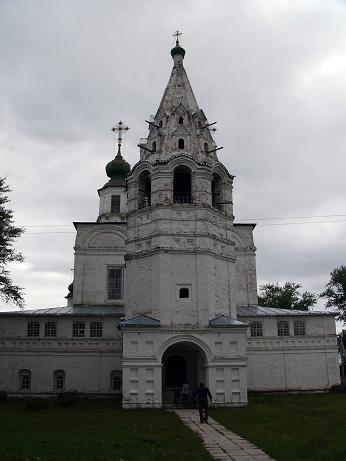
L'église de la Trinité au monastère de la Trinité de Gleden

Le monastère de la Trinité de Gleden (Троице-Гледенский монастырь) est un ancien monastère orthodoxe russe, aujourd'hui musée, situé à 4 km de Veliki Oustioug dans l'oblast de Vologda, au nord de la Russie européenne. Il est situé à la confluence des rivières Soukhona et Ioug, où se trouvait au Moyen Âge le bourg de Gleden, fondé par Vsevolod le Grand Nid, prince de Vladimir. Un monastère d'hommes s'y installa aussitôt, à la fin du XIIe siècle.
Le monastère de la Trinité a été reconstruit à la fin du XVIIe siècle, jusqu'au début du siècle suivant et constitue un exemple remarquable de l'architecture religieuse russe de cette période. Les riches marchands de la guilde d'Oustioug firent construite en plus l'église de la Trinité, l'église de ND de Tikhvine avec un réfectoire (trapeznaïa), l'église de l'Assomption et une infirmerie. Au XVIIIe siècle, l'église de la Trinité fut reliée à l'église de ND de Tikhvine par une galerie.
Le monastère dut fermer en 1841, et il rouvrit en 1912 comme couvent de religieuses. En 1925, les autorités bolchéviques les expulsèrent et transformèrent le monastère en camp de redressement. Plus tard, il deviendra un hospice de vieillards.
Au début des années 1980, l'ancien hospice et monastère a été transformé en musée.